# Aeroportul Guanaja
Aeroportul Guanaja (IATA: GJA, ICAO: MHNJ) este un aeroport din Guanaja⁠(d), Departamento de Islas de la Bahía⁠(d), Honduras.
Situat la o altitudine de 15 m, aeroportul dispune de o singură pistă.